# NGC 4670
NGC 4670 هو اصطدام مجري، يقع في كوكبة الهلبة. اكتشف في 6 أبريل 1785، وقد اكتشفه ويليام هيرشل. يبعد عن الأرض 14.3 .، ويبعد عن الأرض 12.38 .، ويبعد عن الأرض 23.2 .

## روابط خارجية
- NGC 4670 على موقع ويكي سكاي: DSS2, SDSS, GALEX, IRAS, Hydrogen α, X-Ray, Astrophoto, Sky Map, Articles and images